# ليليان غاي بيري
ليليان غاي بيري (بالإنجليزية: Lillian Gay Berry)‏ هي باحثة في تاريخ العصور الكلاسيكية أمريكية، ولدت في 14 يوليو 1872 في واباش في الولايات المتحدة، وتوفيت في 1 يونيو 1962 في بلومنغتون في الولايات المتحدة.